# Le Pied de l'artiste
Le Pied de l'artiste est un tableau de 1876 du peintre allemand Adolph von Menzel. La peinture à l'huile réalisée sur bois a une hauteur de 38,5 cm et une largeur de 33,5 cm. L'autoportrait insolite montre le pied droit nu de l'artiste âgé d'environ 60 ans dans le style du réalisme. Le tableau appartient à la collection de la Alte Nationalgalerie de Berlin.

## Description
Dans ce tableau, Menzel représente une partie du corps qui est souvent cachée au public en Europe centrale. On y voit son pied droit nu allongé devant lui, portant les marques de soixante ans de vie et légèrement déformé par le port de souliers ou de bottes. Hugo von Tschudi, directeur de la Alte Nationalgalerie et contemporain de Menzel, rapporte que le peintre réalise le tableau alors qu'il est malade. Menzel a peint vraisemblablement l'image de son pied alors qu'il est assis sur le bord du lit.
Sans utiliser de miroir, Menzel montre le pied de son propre point de vue. Il semble un peu plus grand qu'il ne le serait si la perspective était respecté attentivement. L'utilisation de la lumière suggère qu'il a exécuté la peinture assis. La lumière tombe du haut à gauche sur l'arrière du pied, le tibia, coupé au bord inférieur de la peinture, se trouve dans la zone d'ombre. De plus, le gros orteil, légèrement incliné vers le spectateur, projette une ombre sur le dessus du pied. Le pied lui-même projette son ombre vers la droite. Le peintre d'environ 60 ans présente sa partie du corps avec de nombreux détails : il montre impitoyablement sa peau ridée avec de fins coups de pinceau, les veines sont bien visibles en dessous et plusieurs points de lumière sont visibles sur les orteils. La carnation montre une grande variété de couleurs. Alors que les orteils apparaissent dans des tons de rouge à brun, le reste du pied est de couleur beaucoup plus claire, montrant des tons de peau allant du blanc au rose en passant par diverses nuances de gris. Le pied est peint sur un fond non caractérisé. Dans la partie supérieure de la peinture, une zone brun foncé est presque monochrome. Dans la partie inférieure, les zones à droite et à gauche du pied sont peintes en blanc avec une application au pinceau visible. La peinture est signée et datée dans le coin inférieur droit de « A. Menzel 76 ».

## Un motif inhabituel
La représentation fragmentaire d'un pied nu est un motif pictural indépendant inhabituel dans l'art du XIXe siècle. Menzel a l'habitude de se concentrer sur une partie du corps depuis sa formation, où le dessin d'études anatomiques fait partie de l'enseignement. Après cela , Menzel tourne son attention vers les membres individuellement. En témoignent ses peintures de son propre mur d'atelier (Mur de l'atelier (1852), Mur de l'atelier (1872) ), dans lequel il représente des modèles en plâtre sur un mur de son atelier. Ces modèles en plâtre servent à calculer les proportions et remplacent dans certains cas le modèle humain du peintre, qui n'est pas toujours disponible. Menzel représente sa propre main en 1864 dans les deux gouaches Main droite de Menzel avec un livre et Main droite de Menzel avec un pot de peinture. Sur ces gouaches, Menzel, gaucher, montre sa main droite, qui n'est pas nécessaire pour dessiner et peindre, et qui tient un objet à la fois. Comme plus tard dans Le Pied de l'artiste, Menzel, observateur attentif, souligne qu'il considère une seule partie du corps pleine de détails comme un motif digne d'un tableau.

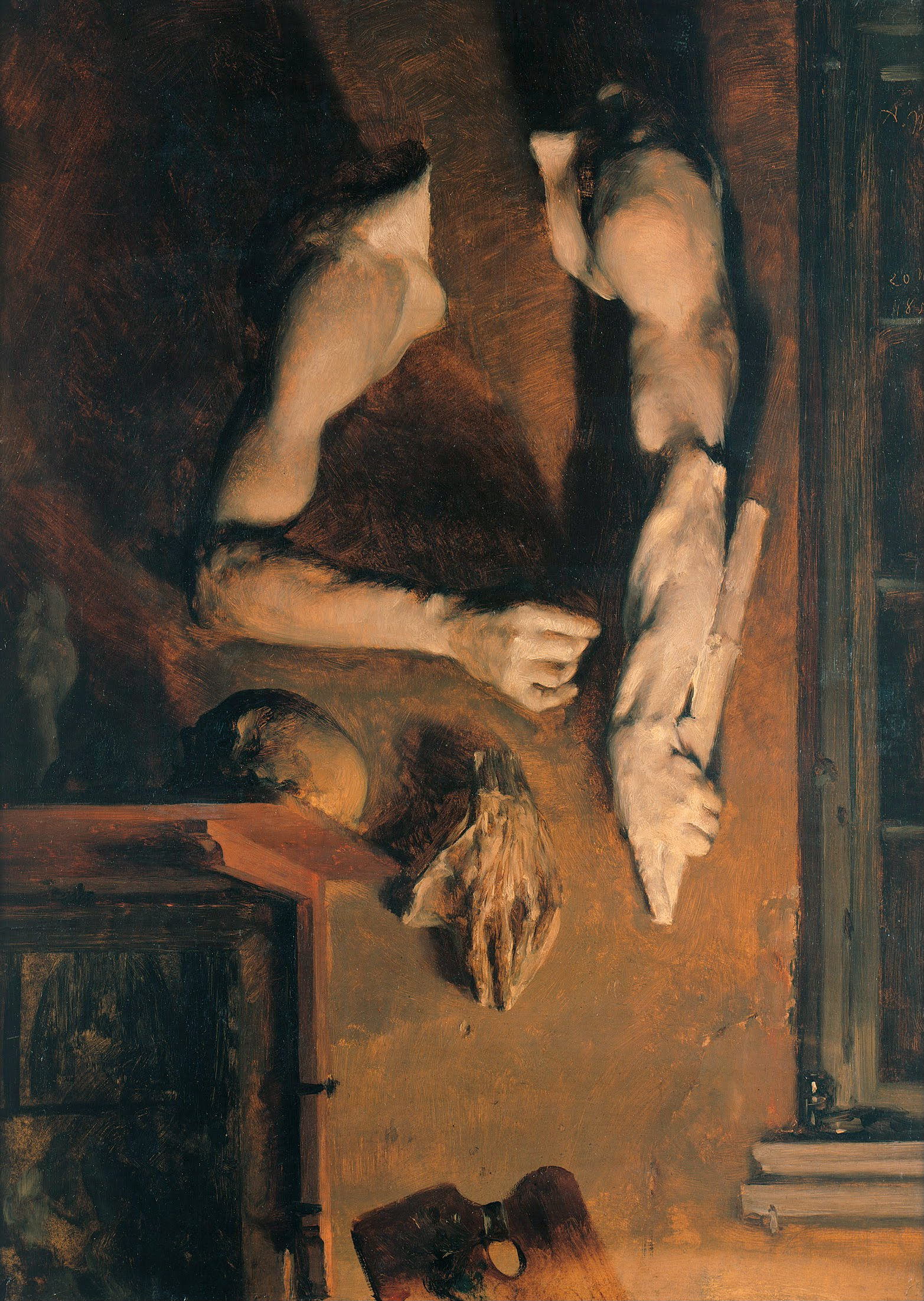
Mur de l'atelier (1852).
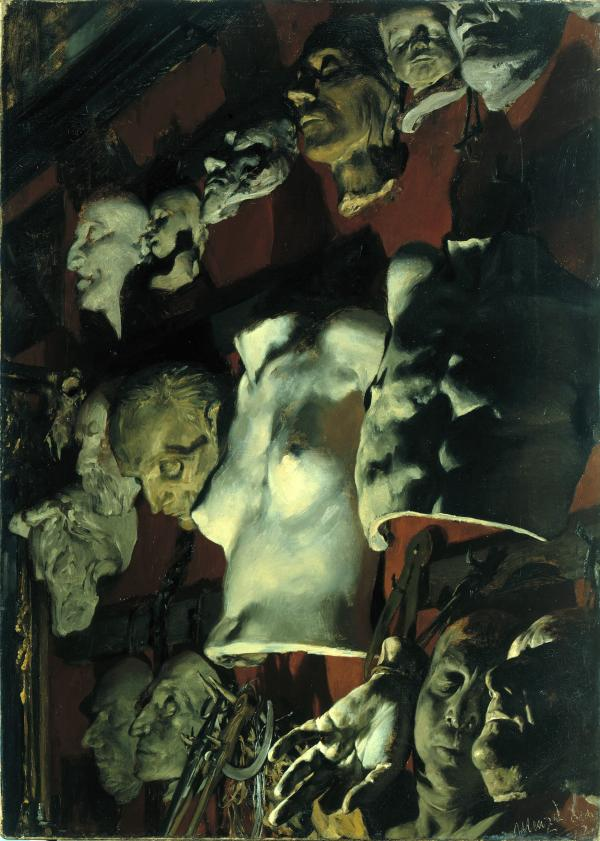
Mur de l'atelier (1872).
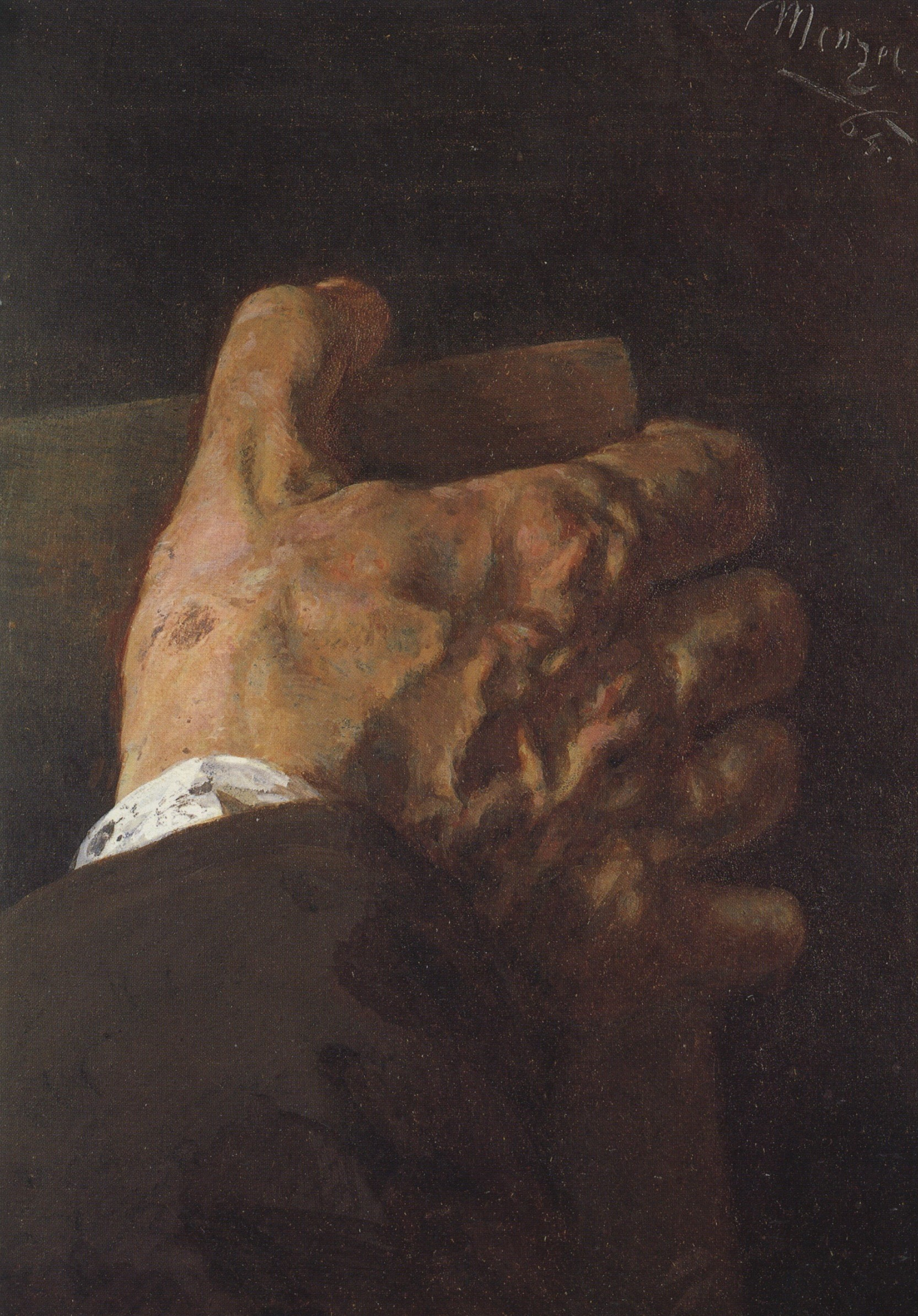
Main droite de Menzel avec un livre, 1864.
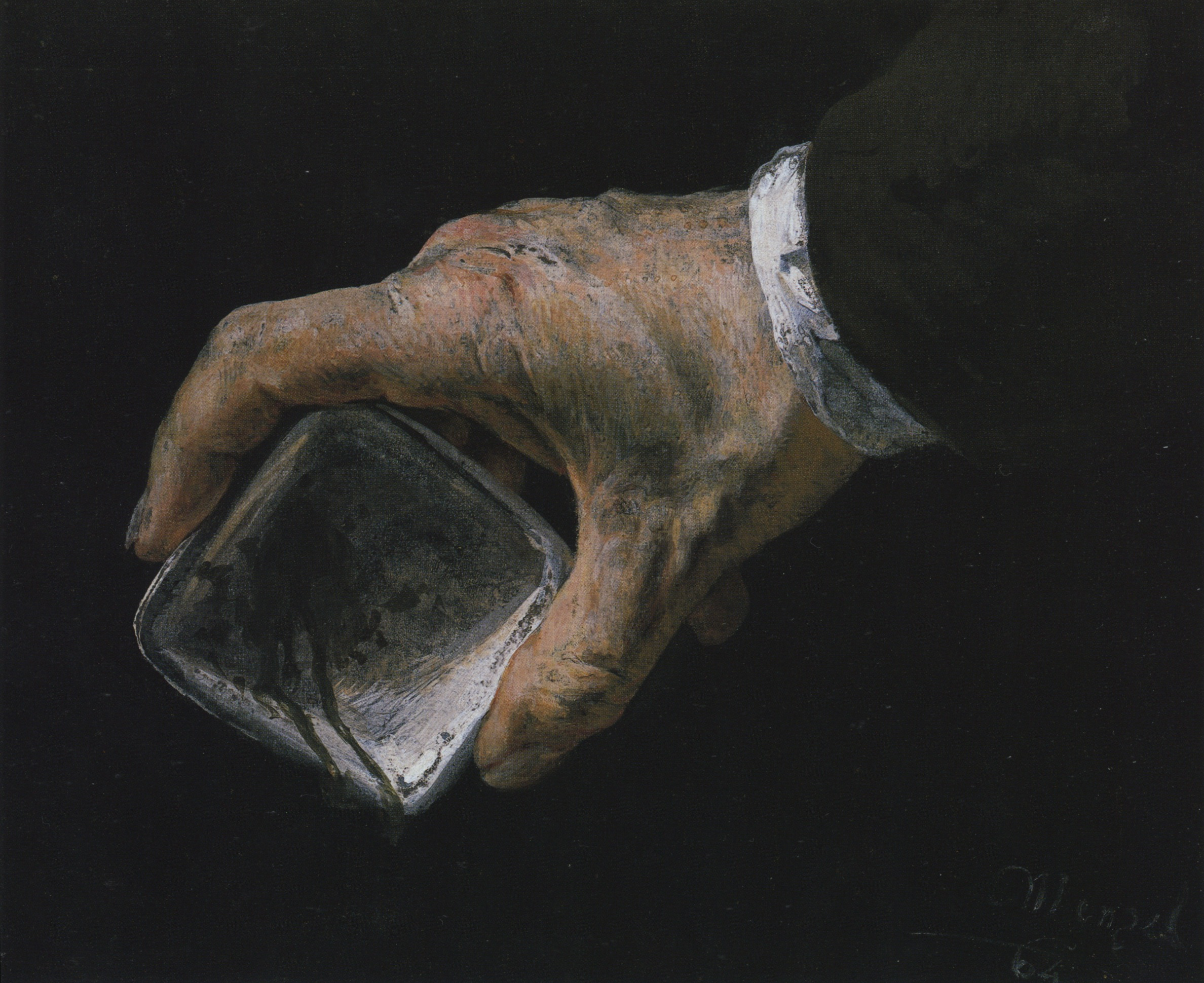
Main droite de Menzel avec un pot de peinture, 1864.

Dans l'histoire de l'art, les pieds nus se retrouvent principalement dans les représentations intégrales de personnes. Les sculptures antiques sont souvent montrées pieds nus. Lors d'une visite à la Glyptothèque de Munich en 1874, le Faune Barberini exposé incite Menzel à faire un dessin au crayon basé sur la sculpture antique. En plus de dessiner toute la sculpture, Menzel crée une étude détaillée du pied droit sur la même feuille.
Des représentations de personnes pieds nus se retrouvent également à plusieurs reprises dans la peinture occidentale. Des mendiants et des paysans, mais surtout des figures de saints ou Jésus-Christ sont représentés pieds nus. L'une des représentations les plus connues du corps du Christ est La Lamentation sur le Christ mort (Mantegna), dans laquelle la plante des pieds, en premier plan, est dirigée vers le spectateur. Menzel, qui connait vraisemblablement la peinture d'Andrea Mantegna, a également représenté des cadavres dans Trois soldats tombés dans une grange en 1866. Dans leur nudité, les pieds soulignent la fugacité des corps représentés, thème repris dans le tableau Le pied de l'artiste. Menzel reprend encore le motif du pied nu dans son œuvre tardive. Dans le dessin au crayon Jambe droite avec pantalon retroussé de 1894, il montre le pied droit d'en haut, d'un point de vue latéral, et aussi le pied gauche nu de face comme une image miroir dans le coin supérieur.

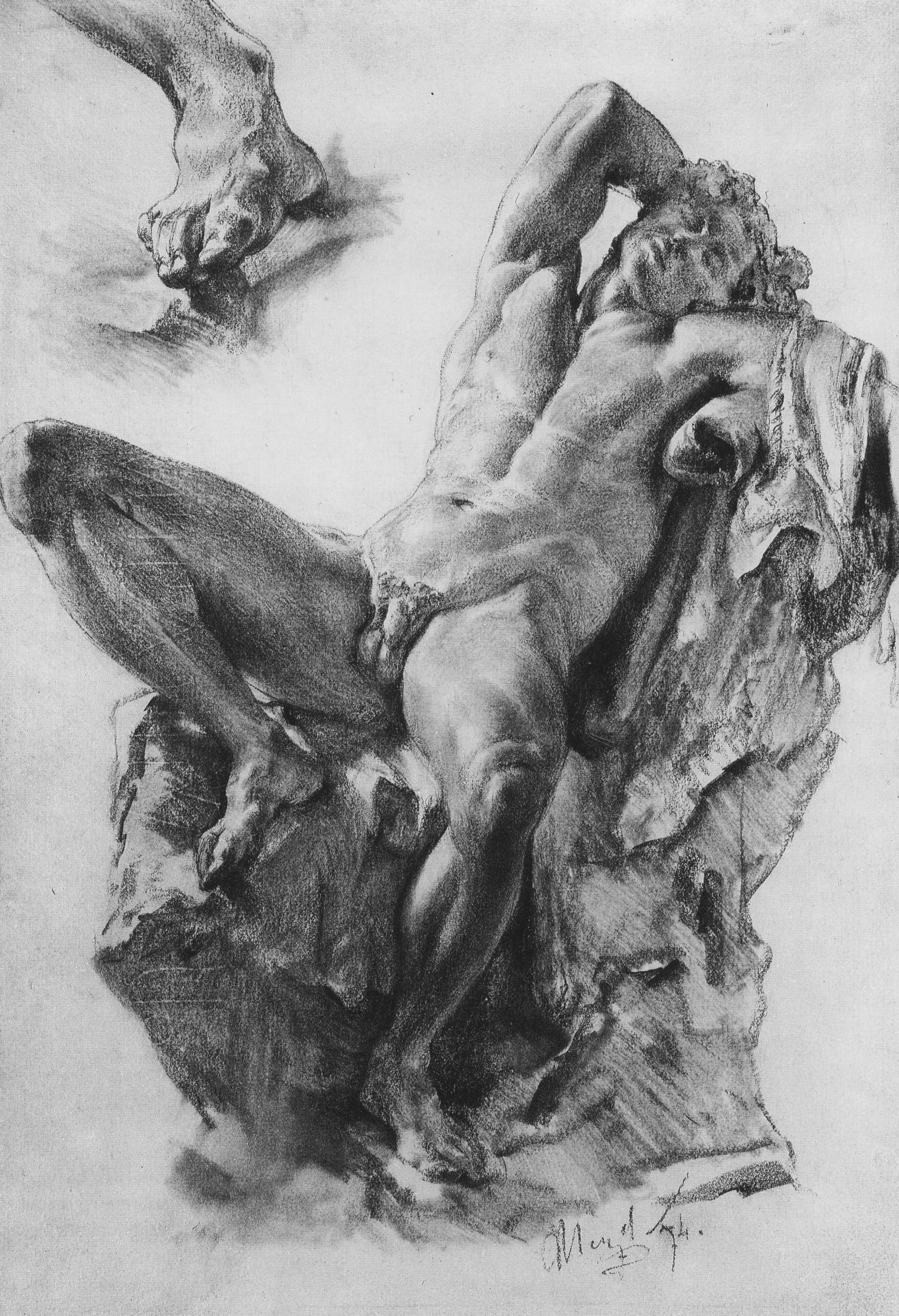
Faune Barberini, 1874.
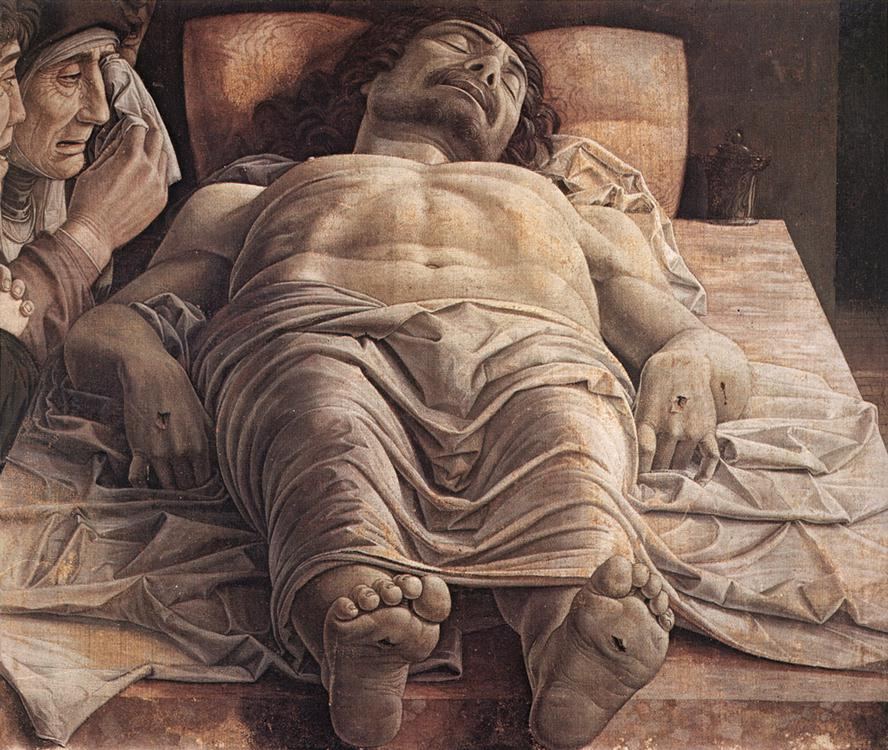
Andrea Mantegna, La Lamentation sur le Christ mort, 1475–1478.
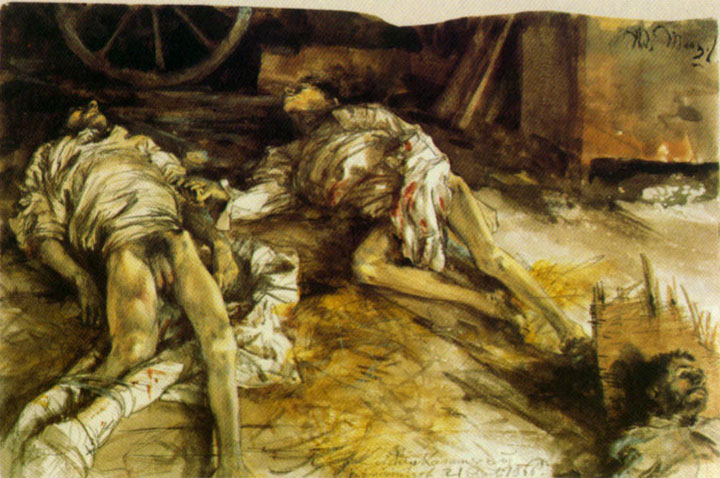
Trois Soldats tombés dans une grange, 1866.
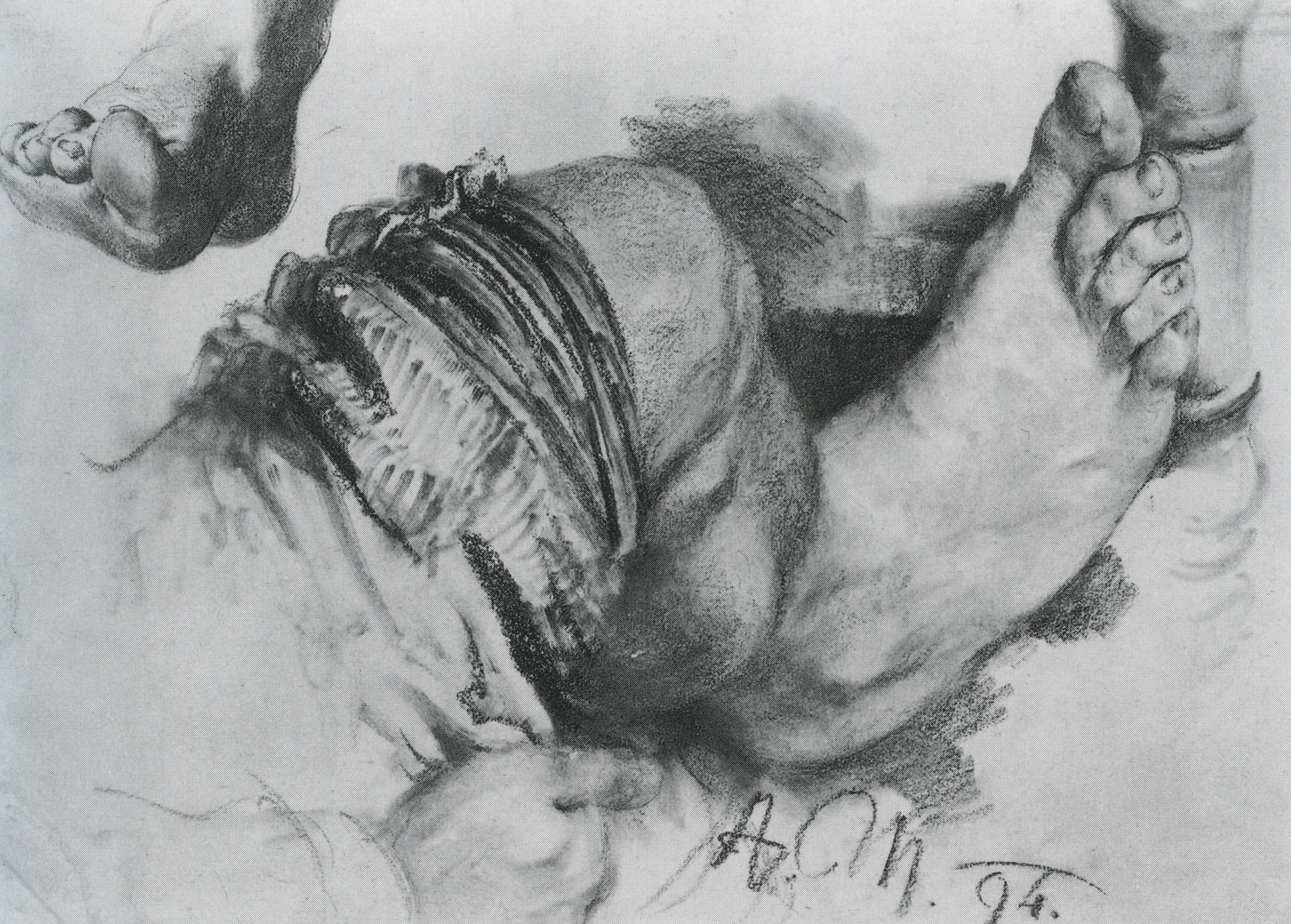
Jambe droite avec pantalon retroussé, 1894.

## Histoire
La provenance du tableau n'est pas complètement connue. En 1904, le marchand d'art berlinois R. Wagner inclut le tableau dans son inventaire. L'entreprise, cofondée par Hermann Pächter (1840-1902 ), vend des œuvres commandées à Adolph Menzel à partir des années 1880. Le propriétaire suivant, en 1905, est noté comme un Prof. Oeder de Düsseldorf. Il pourrait s'agir du peintre Georg Oeder. Le tableau est ensuite dans diverses collections privées dont le nom n'est pas connu avant d'entrer en possession du galeriste de Bochum, Alexander von Berswordt-Wallrabe. Sa société, connue sous le nom de Kunstvermittlung, le prête à la grande rétrospective Menzel en 1997 à Paris, Washington (district de Columbia),et Berlin. L' Association des amis de la Nationalgalerie l'acquiert alors et en fait don à la Alte Nationalgalerie en 1998,.

## Liens web
- Le Pied de l'artiste dans la base de données en ligne des musées d'État de Berlin.
- Description du tableau sur le site de l'Association des amis de la National Gallery.